# Mai 1783

## Événements
- Birmanie : fondation d'une nouvelle capitale, Amarapura[1].

- 7 mai : Peter Onions met au point le procédé de puddlage de la fonte.

- 12 mai : en Espagne, le comte Campomanes (1723 - 1803), devient président du conseil de Castille[2] par intérim (titulaire en 1786, fin en 1791). Il soutient les réformes fiscales, le développement agricole par la colonisation de la Sierra Morena, et la mise en place d’un système bancaire.

- 26 mai : A Great Jubilee Day est tenu à Trumbull (Connecticut) pour célébrer la fin de la révolution américaine.

## Naissances
- 6 mai : Joseph Ridgway, homme politique américain († 1er février 1861)
- 22 mai : William Sturgeon (mort en 1850), scientifique et inventeur anglais.

## Décès

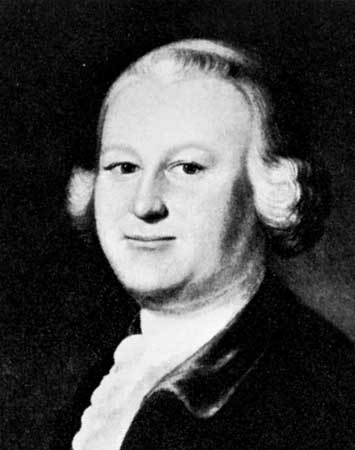
James Otis, Jr. par J. Blackburn

- 8 mai : Louis de Chambray (né en 1713), agronome français.
- 23 mai : James Otis Jr., (né le 5 février 1725), avocat de la colonie du Massachusetts et l'un des penseurs de la Révolution américaine. On lui attribue généralement le slogan « Taxation without Representation is Tyranny. »[3]